# Syndicat National de l’Édition Phonographique
A Syndicat National de l’Édition Phonographique (SNEP) egy francia szervezet, melynek célja a francia lemezgyártás védelme. 1922-ben jött létre, 48 társcéggel rendelkezik.
A SNEP feladata, hogy begyűjtsék és elosszák a sugárzások és előadások jogdíjait, hogy megakadályozzák tagjaik körében a szerzői jogvédelemmel kapcsolatos szabálytalanságokat (illegális zeneletöltés), az ezüst-, arany-, platina- és gyémántlemezes felvételek és videók minősítése, illetve négy hivatalos heti lista szerkesztése.

## Hivatalos listái
2002 szeptembere óta a hivatalos francia lemezlisták:
- Top 100 kislemezlista
- Top 150 albumlista (újdonság, teljes áron árusított)[m 1]
- Top 40 válogatásalbum-lista (újdonság, teljes áron árusított)[m 2]
- Top 40 album és válogatásalbum lista (engedményes áron árusított)[m 3]